# نيسرية عصوية الشكل
نيسرية عصوية الشكل (الاسم العلمي: Neisseria bacilliformis) هي نوع من البكتيريا تتبع جنس النيسرية من فصيلة نظيرات النيسرية.